# Недзведзкий, Пётр
Пётр Недзведзский (ум. ок 1438) — польский полководец и государственный деятель, надворный коронный маршалок в 1410—1419 годах, кравчий (1414—1423) и стольник (1433—1438) краковский.

## Биография
Дата рождения неизвестна.
Пётр Недзведзкий был шляхтичем герба Старыконь. Стал известен во время Великой войны между Польшей, Великим княжеством Литовским и Тевтонским орденом. 10 октября 1410 года вместе с Сендзивоем Остророгом командовал 2-тысячным польским войском, разгромившим 4-тысячную тевтонскую армию Михаэля Кюхмайстера в битве под Короновым. Впоследствии принимал участие и в других польско-тевтонских войнах первой половины XV века: Голодной войне, Голубской войне и т. д.
С 1410 по 1419 год занимал должность маршалка надворного коронного — заместителя великого коронного маршалка (фактически, аналог должности гофмаршала, то есть ответственного за дела королевского двора). Был вторым человеком на данной должности после ее введения в Королевстве Польском в 1409 году. С 1414 по 1423 год занимал пост краковского кравчего.
Относился к числу доверенных советников короля Ягайло (Владислава II Ягелло). В 1416 году после смерти королевы Анны Цельской Ягайло направил Недзведзкого в Брабант к овдовевшей герцогине Елизавете фон Гёрлиц, которой хотел предложить брак (но в итоге этот замысел не был реализован, а Ягайло женился на Эльжбете Грановской).
В 1424 году Недзведзкий командовал 5-тысячным польским войском, направленным для поддержки германского короля Сигизмунда, ведшего войну с гуситами. Был одним из командующих великокняжескими войсками во время гражданской войны в Литве между великим князем Сигизмундом Кейстутовичем и претендовавшим на трон мятежным князем Свидригайло.
В 1433 году получил должность краковского стольника.
Скончался около 1438 года.